# Thomas Lyon, VIII conte di Strathmore e Kinghorne
Thomas Lyon, VIII conte di Strathmore e Kinghorne (6 luglio 1704 – 18 gennaio 1753), è stato un nobile britannico.

## Biografia
Era il figlio di John Lyon, IV conte di Strathmore e Kinghorne, e di sua moglie, Lady Elizabeth Stanhope, figlia di Philip Stanhope, II conte di Chesterfield.

## Matrimonio
Sposò, il 20 luglio 1736, Jean Nicholsen, figlia di James Nicholsen e Anne Allan. Ebbero sette figli:
- John Lyon-Bowes, IX conte di Strathmore e Kinghorne (1737-1776);
- James Philip Lione (2 luglio 1738-1763);
- Lord Thomas Lyon (1741-1796), sposò Mary Wren, ebbero otto figli;
- Lady Susan Lyon (?-26 febbraio 1769), sposò John Lambton, ebbero quattro figli;
- Lady Anne Lyon (1753-20 marzo 1821), sposò John Simpson, ebbero una figlia;
- Lady Mary Lyon (1749-22 maggio 1767);
- Lady Jane Lione (1776-1836).

## Morte
Morì il 18 gennaio 1753, all'età di 48 anni.

## Ascendenza
|                                                   |                               |                                          | Genitori                            |  |  | Nonni |  |  | Bisnonni                         |  |  | Trisnonni                          |  |
|                                                   |                               |                                          |                                     |  |  |       |  |  | John Lyon, II conte di Kinghorne |  |  | Patrick Lyon, I conte di Kinghorne |  |
|                                                   |                               |                                          |                                     |  |  |       |  |  | John Lyon, II conte di Kinghorne |  |  | Patrick Lyon, I conte di Kinghorne |  |
|                                                   |                               | lady Anne Murray                         |                                     |  |  |       |  |  | John Lyon, II conte di Kinghorne |  |  |                                    |  |
| Patrick Lyon, III conte di Strathmore e Kinghorne |                               |                                          |                                     |  |  |       |  |  | John Lyon, II conte di Kinghorne |  |  |                                    |  |
|                                                   |                               | lady Elizabeth Maule                     | Patrick Maule, I conte di Panmure   |  |  |       |  |  |                                  |  |  |                                    |  |
|                                                   |                               | lady Elizabeth Maule                     | Patrick Maule, I conte di Panmure   |  |  |       |  |  |                                  |  |  |                                    |  |
|                                                   |                               | lady Elizabeth Maule                     | Frances Stanhope                    |  |  |       |  |  |                                  |  |  |                                    |  |
| John Lyon, IV conte di Strathmore e Kinghorne     |                               | lady Elizabeth Maule                     |                                     |  |  |       |  |  |                                  |  |  |                                    |  |
|                                                   |                               | John Middleton, I conte di Middleton     | Robert Middleton                    |  |  |       |  |  |                                  |  |  |                                    |  |
|                                                   |                               | John Middleton, I conte di Middleton     | Robert Middleton                    |  |  |       |  |  |                                  |  |  |                                    |  |
|                                                   |                               | John Middleton, I conte di Middleton     | Catherine Strachan                  |  |  |       |  |  |                                  |  |  |                                    |  |
| Helen Middleton                                   |                               | John Middleton, I conte di Middleton     |                                     |  |  |       |  |  |                                  |  |  |                                    |  |
|                                                   |                               | Grizel Durham                            | James Durham                        |  |  |       |  |  |                                  |  |  |                                    |  |
|                                                   |                               | Grizel Durham                            | James Durham                        |  |  |       |  |  |                                  |  |  |                                    |  |
|                                                   |                               | Grizel Durham                            | Janet Wishart                       |  |  |       |  |  |                                  |  |  |                                    |  |
| Thomas Lyon, VIII conte di Strathmore e Kinghorne |                               | Grizel Durham                            |                                     |  |  |       |  |  |                                  |  |  |                                    |  |
|                                                   | Henry Stanhope, lord Stanhope | Philip Stanhope, I conte di Chesterfield |                                     |  |  |       |  |  |                                  |  |  |                                    |  |
|                                                   | Henry Stanhope, lord Stanhope | Philip Stanhope, I conte di Chesterfield |                                     |  |  |       |  |  |                                  |  |  |                                    |  |
|                                                   | Henry Stanhope, lord Stanhope | lady Catherine Hastings                  |                                     |  |  |       |  |  |                                  |  |  |                                    |  |
| Philip Stanhope, II conte di Chesterfield         | Henry Stanhope, lord Stanhope |                                          |                                     |  |  |       |  |  |                                  |  |  |                                    |  |
|                                                   |                               | hon. Katherine Wotton                    | Thomas Wotton, II barone di Wotton  |  |  |       |  |  |                                  |  |  |                                    |  |
|                                                   |                               | hon. Katherine Wotton                    | Thomas Wotton, II barone di Wotton  |  |  |       |  |  |                                  |  |  |                                    |  |
|                                                   |                               | hon. Katherine Wotton                    | Mary Throckmorton                   |  |  |       |  |  |                                  |  |  |                                    |  |
| lady Elizabeth Stanhope                           |                               | hon. Katherine Wotton                    |                                     |  |  |       |  |  |                                  |  |  |                                    |  |
|                                                   |                               | James Butler, I duca di Ormonde          | Thomas Butler, visconte di Thurles  |  |  |       |  |  |                                  |  |  |                                    |  |
|                                                   |                               | James Butler, I duca di Ormonde          | Thomas Butler, visconte di Thurles  |  |  |       |  |  |                                  |  |  |                                    |  |
|                                                   |                               | James Butler, I duca di Ormonde          | Elizabeth Poyntz                    |  |  |       |  |  |                                  |  |  |                                    |  |
| lady Elizabeth Butler                             |                               | James Butler, I duca di Ormonde          |                                     |  |  |       |  |  |                                  |  |  |                                    |  |
|                                                   |                               | lady Elizabeth Preston                   | Richard Preston, I conte di Desmond |  |  |       |  |  |                                  |  |  |                                    |  |
|                                                   |                               | lady Elizabeth Preston                   | Richard Preston, I conte di Desmond |  |  |       |  |  |                                  |  |  |                                    |  |
|                                                   |                               | lady Elizabeth Preston                   | lady Elizabeth Butler               |  |  |       |  |  |                                  |  |  |                                    |  |
|                                                   |                               | lady Elizabeth Preston                   |                                     |  |  |       |  |  |                                  |  |  |                                    |  |

| Controllo di autorità | VIAF (EN) 17099396 · ISNI (EN) 0000 0000 5074 4025 · LCCN (EN) nr93037625 |